# Chemins de fer du Morbihan
La compagnie des chemins de fer du Morbihan (CM), en 1892, se voit confier par le conseil général du Morbihan la construction et l'exploitation d'un réseau de voies ferrées d'intérêt local, à écartement métrique, qui à son apogée, en 1921, totalise 402 km sur le Morbihan et 120 km sur l'ancien département de la Loire-Inférieure.
Après la Première Guerre mondiale, la concurrence de la route et le vieillissement du matériel vont entraîner le déclin du réseau qui est totalement fermé le 1er janvier 1948.
En 1939 le conseil général du Morbihan décide de fermer son réseau de chemins de fer secondaire, il confie à la compagnie CM l'exploitation d'un service routier créé pour remplacer progressivement le service ferroviaire.
En 1968 la compagnie CM devient la Compagnie de Transports du Morbihan (CTM), filiale du groupe Verney, et exploite des lignes routières. Le département du Morbihan a ainsi abandonné le transport ferroviaire pour la desserte rurale.

## Histoire

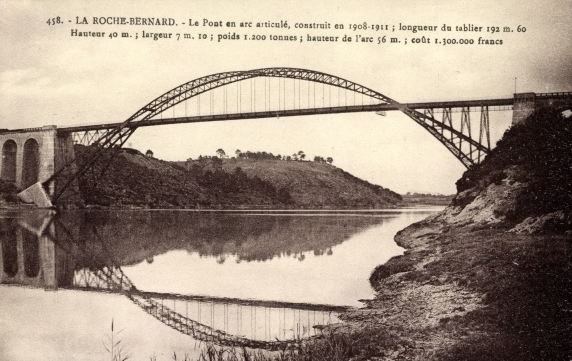
La Roche Bernard, le pont en arc emprunté par la route et le chemin de fer

### Les chemins de fer en Morbihan
Le chemin de fer arrive, dans le département du Morbihan, au début de la deuxième moitié du XIXe siècle. Les premiers travaux d'infrastructures concernent le réseau de grandes lignes à voie normale et la ligne de Nantes à Châteaulin, concédée en 1855 à la Compagnie du chemin de fer de Paris à Orléans (PO). Le train d'inauguration circule le 26 septembre 1862 entre Savenay et Lorient et le 18 décembre 1864 sur l'embranchement d'Auray à Napoléonville.
Il faut noter également, dès 1862, le souhait des députés bretons pour une ligne Vannes-Dinan via Ploërmel. Les déclarations d'utilité publique ont lieu le 31 décembre 1875 pour le premier tronçon Questembert-Ploërmel, et le 13 juin 1878 pour un deuxième tronçon Ploërmel-Mauron.
La Compagnie du chemin de fer de Paris à Orléans (PO) obtient la concession des 33 km de Questembert à Ploërmel, elle inaugure la ligne le 27 juin 1881, le deuxième tronçon de Ploërmel à Mauron, est concédé à la Compagnie de l'Ouest, qui l'inaugure le 6 avril 1884.
Il faut attendre le plan Freycinet de 1878 pour que puisse être envisagé un réseau de chemins de fer secondaires. Ce n'est qu'en 1884 que les premières réflexions ont lieu sur un réseau permettant de faire pénétrer les trains dans les zones rurales et desservir les bourgs.

### Compagnie des chemins de fer du Morbihan (CM)
En 1892, a lieu l'attribution d'une première concession pour une ligne à voie métrique entre le Conseil Général du Morbihan et la Compagnie des chemins de fer du Morbihan(CM).
À partir de 1902, les ouvertures de lignes vont se succéder.
La Compagnie (CM) obtient également la concession d'un réseau sur le territoire du département voisin de la Loire-Inférieure
Elle peut alors relier les lignes des deux départements, du fait de la construction d'un pont mixte, routier et ferroviaire, sur la Vilaine entre Marzan et La Roche-Bernard. Elle exploite ce réseau avec un matériel commun à partir d'un site unique de direction à Vannes.

## Lignes des réseaux de la compagnie CM

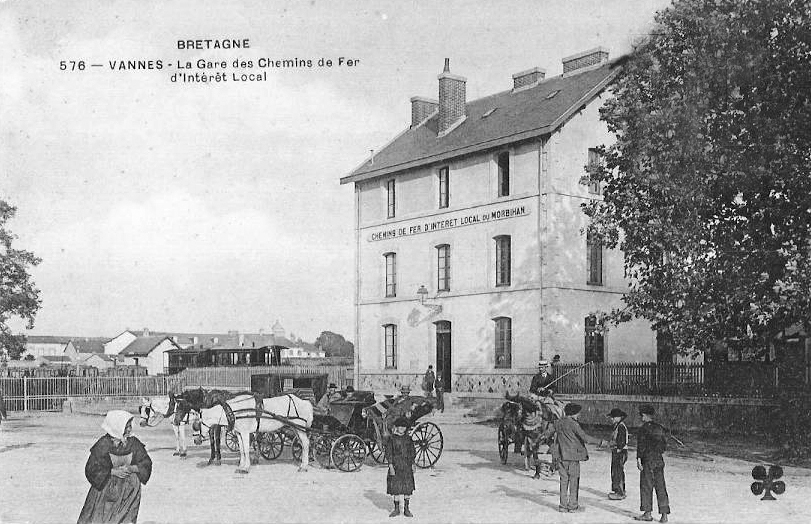
La gare de Vannes.

### Premier réseau en Morbihan
Le 9 janvier 1899 déclare d'utilité publique les lignes de chemin de fer d'intérêt local de Plouay à Ploërmel, de La Roche-Bernard à Locminé par Vannes, et de Lorient à Plouay,, et approuve la convention entre le département du Morbihan et la compagnie des chemins de fer d'intérêt local du Morbihan, qui prévoit la concession de ces lignes à cette dernière.
Les dates d'ouverture et de fermeture de ces lignes furent les suivantes :
- Locminé - Moulin-Gilet - Ploërmel (1er septembre 1902[14] - 1947), 48 km
- Plouay - Baud - Locminé (14 septembre 1902[14] - 11 mars 1947), 42 km
- Lorient - Plouay (28 septembre 1902[14] - 11 mars 1947), 25 km
- Locminé - Vannes - La Roche-Bernard (12 octobre 1902[14] - 1947), 33 km  ; les gares desservies sont Theix, Surzur, Ambon, Muzillac, Diston-Arzal et Marzan[15].
- Surzur - Port-Navalo (15 mars 1903[16],[17] - 1947)

Par décret du 5 juillet 1907 est déclaré d'utilité publique l'établissement d'une ligne de tramway à traction mécanique destinée au transport des marchandises entre la gare départementale de Lorient et le port de commerce de cette ville ; cette ligne constituera un embranchement du chemin de fer d'intérêt local de Lorient à Plouay.
La gare initiale de la Roche-Bernard est une gare provisoire, dans l'attente de la définition des modalités du raccordement entre le réseau des chemins de fer d'intérêt local du Morbihan, déclaré d'utilité publique en 1899, et celui des tramways de Loire-Inférieure, déclaré d'utilité publique en 1902. Une fois ces deux réseaux créés, arrivants chacun à une gare provisoire de part et d'autre de la Vilaine et de la limite départementale, il fut décidé de rejoindre les deux réseaux. Cette jonction a été déclarée d'utilité publique par deux actes du 8 janvier 1908 :
- la loi du 8 janvier 1908[19] déclare d’utilité publique l’établissement, dans le département du Morbihan, d’un chemin de fer d’intérêt local, à voie métrique entre le terminus actuel de la ligne de Locminé à la Roche-Bernard, par Vannes, et la gare définitive à établir à la Roche-Bernard.
- le décret du 8 janvier 1908[20] déclare d’utilité publique l’établissement, dans le département du Morbihan, d’une ligne de tramway à traction mécanique, destinée au transport des voyageurs et des marchandises, qui fera partie du raccordement du chemin de fer d’intérêt local de la Roche-Bernard à Locminé, par Vannes, au tramway de Saint-Nazaire à la limite des départements de la Loire-Inférieure et du Morbihan, et qui sera comprise entre cette limite et la gare à établir à la Roche-Bernard.

La jonction côté Loire-Inférieure est ouverte le 6 juin 1910 et celle côté Morbihan est ouverte en 1912, le temps que soit construit un pont mixte rail-route sur la Vilaine.

### Deuxième réseau en Morbihan
La loi du 29 avril 1902 déclare d’utilité publique l’établissement, dans le département du Morbihan, d’un second réseau de chemins de fer d’intérêt local à voie étroite, comprenant les lignes de Pontivy à Naizin ; de Meslan à Pontivy par Guéméné-sur-Scorff et Cléguérec ; et de Nivino (Plouay) à Gourin par Meslan, le Faouët et Langonnet, en prolongement de la ligne de Lorient à Plouay.
- Pontivy - Moulin-Gilet (11 mai 1905 - 1939)
- Pontivy - Guémené-sur-Scorff (15 octobre 1905 - 1939)
- Guémené-sur-Scorff  - Meslan (1er mars 1906 - 1939)
- Plouay - Meslan - Gourin (23 septembre 1906 - 11 mars 1947)

### Troisième réseau en Morbihan

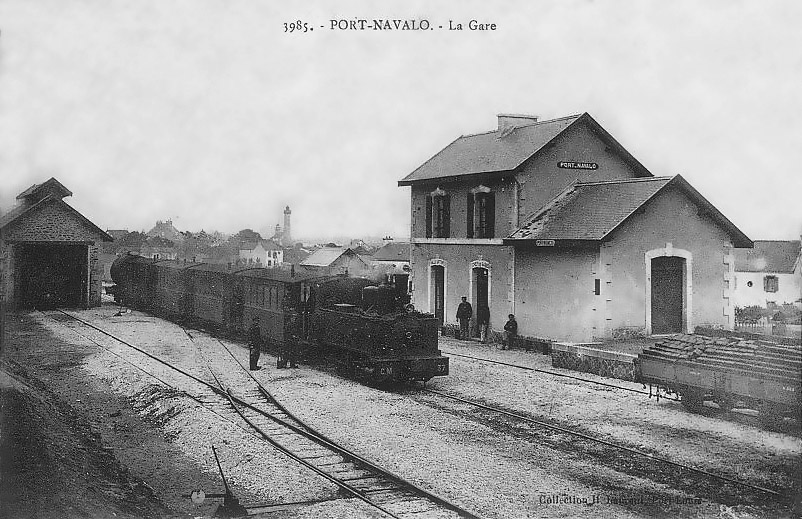
Gare de Port-Navalo

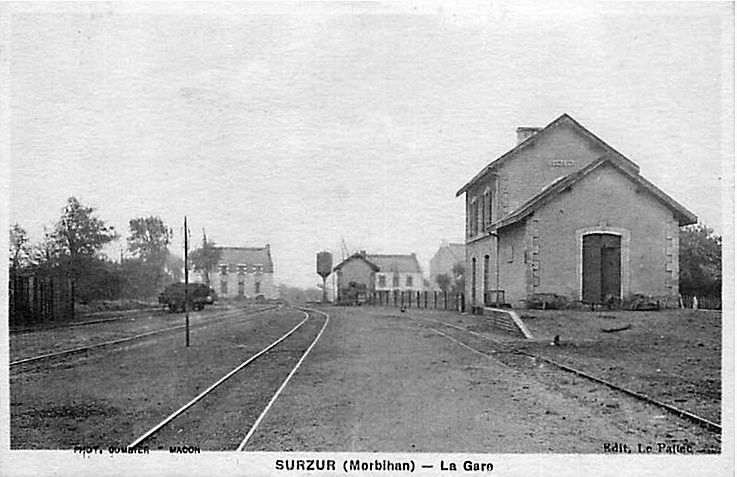
La gare de Surzur

Par décret du 5 juillet 1907 a été déclaré d'utilité publique l'établissement d'une ligne de tramway à traction mécanique destinée au transport des marchandises entre la gare départementale de Lorient et le port de commerce de cette ville (cf. ci-dessus).
La loi du 27 juillet 1907 déclare d'utilité publique l'établissement du chemin de fer d'intérêt local de Surzur à Port-Navalo.
- Ligne de Surzur à Port-Navalo (27 juillet 1910[22] - 1938)

Un décret et une loi du 8 janvier 1908 déclarent d'utilité publique l'établissement d'un raccordement à la Ferté-Bernard entre les réseaux du Morbihan et de Loire-Inférieure. (cf. ci-dessus).
Enfin, la loi du 1er mai 1911 déclare d’utilité publique les chemins de fer d’intérêt local de Ploërmel à la Trinité-Porhoët et de Port-Louis à Baud et embranchements à Hennebont et à Port-Louis.
- Ploërmel - La Trinité-Porhoët (5 octobre 1915 - 1939)
- Port-Louis - Hennebont-Ville (5 septembre 1921 - 1934)
- Hennebont Ville - Lochrist - Baud (8 septembre 1921 - fermeture au trafic voyageurs en 1934 - fermeture au trafic marchandises 1er juin 1939)
- Hennebont-Échange - Hennebont-Ville (1929 - fermeture au trafic voyageurs en 1934 - fermeture au trafic marchandises en 1939).

Les sections d'Hennebont-Échange à Hennebont-Ville et à Lochrist sont à 4 files de rail, afin de permettre la desserte par du matériel à voie normale des forges d'Hennebont, situées à Inzinzac-Lochrist. Le trafic à voie normale survécut à la fermeture du réseau à voie métrique, et perdura jusqu'à la fermeture des forges, en 1966.

### Réseau en Loire-Inférieure

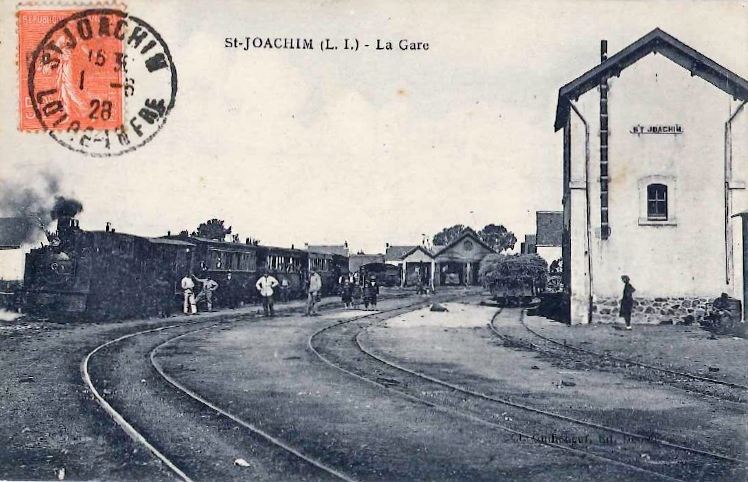
La gare Saint-Joachim avec le dépôt.

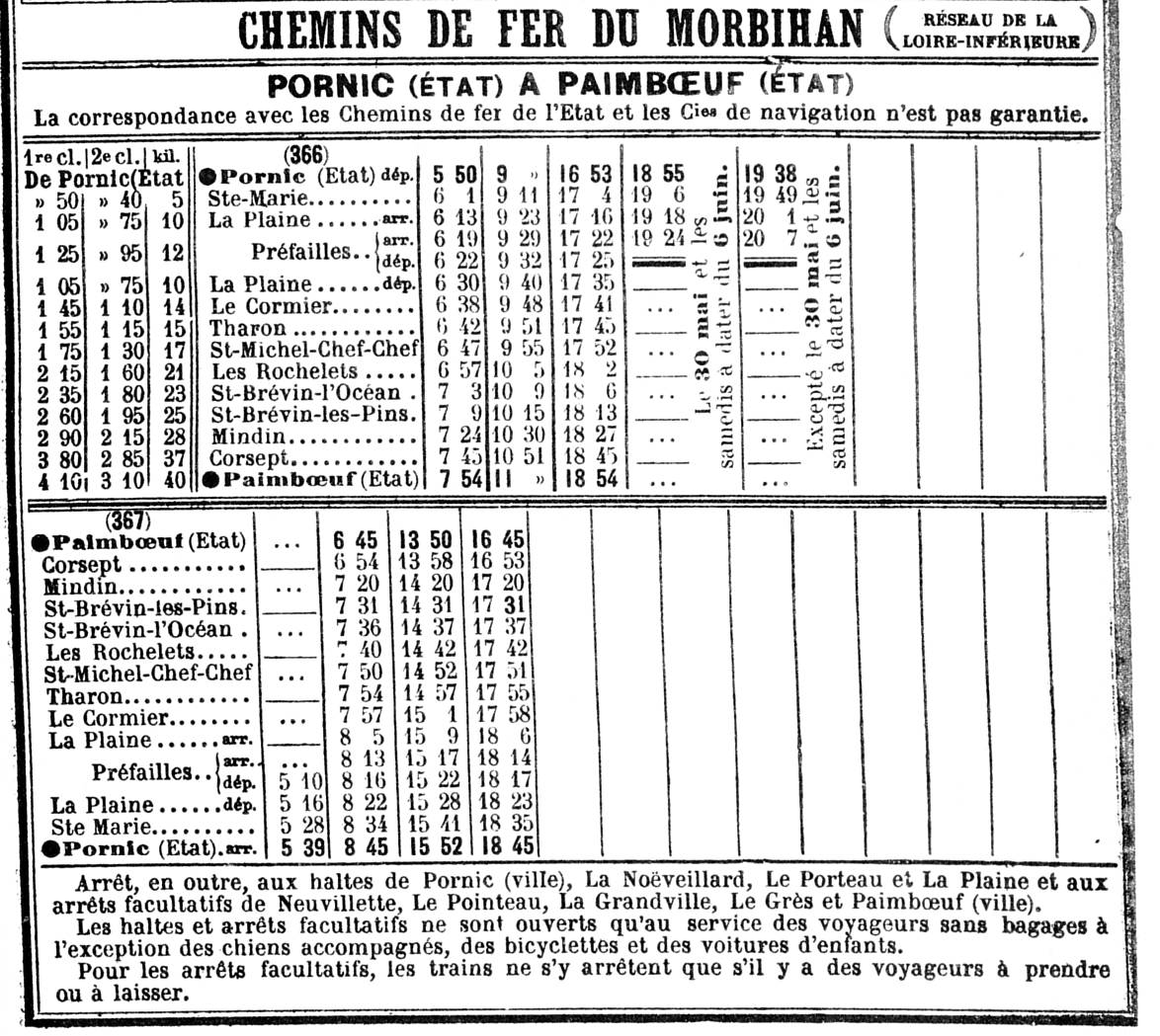
Horaires 1914 de la ligne Pornic - Paimbœuf

Le 9 octobre 1902 sont concédées les deux lignes de tramway à traction mécanique, destinées au transport des voyageurs et des marchandises, entre Saint-Nazaire et la limite du département [de Loire-Inférieure], aux abords de la Roche-Bernard, avec embranchements de Trignac à Penhoët et à Montoir et d’Herbignac à Guérande ; et de Pornic à Paimbœuf avec embranchement de la Plaine à Préfailles.
Lignes construites à la suite d'une convention conclue en 1902 entre l'exploitant, les élus du Morbihan et ceux de l'ancienne Loire-Inférieure.
- La Roche-Bernard - Saint-Nazaire (1907 - 1947). Sur cette ligne existait 2 courts embranchements ; celui de Méan desservant les chantiers de Penhoët, et celui de Trignac desservant le bourg de Montoir-de-Bretagne et sa gare.
- Herbignac-Piriac-sur-Mer - Guérande (1907 - 1er juin 1938) ;
- Pornic - Paimbœuf (19 juin 1907 - 15 juin 1938)

- La Plaine - Préfailles (embranchement sur Pornic - Paimbœuf : 19 juin 1907 - ?)

La ligne de Pornic à Paimbœuf, la plus au sud de la compagnie du Morbihan, était reliée par bac de Loire à Mindin permettant la jonction avec le reste du réseau.
La section  Herbignac, Saint-Nazaire traversait les marais de Grande-Brière.
Le 6 juin 1910, le préfet de la Loire-Inférieure autorise l’ouverture à l’exploitation de la partie du raccordement des chemins de fer d’intérêt local du Morbihan et des tramways de la Loire-Inférieure comprise entre la gare provisoire et la gare définitive de la Roche-Bernard. Cette partie du raccordement a été concédée comme tramway et rattachée à la ligne de Saint-Nazaire à la Roche-Bernard et embranchements ; sa longueur est de 1 394 mètres.

## Infrastructure
- Le centre du réseau Morbihan était situé à Locminé, où se trouvaient les ateliers.
- Le centre du réseau de la Loire-Atlantique était situé à Herbignac.
- La ligne de Pornic à Paimbœuf, isolée possédait ses propres ateliers à Paimbœuf.
- Il existait un dépôt dans la gare de Guémené-sur-Scorff
- La ligne Port-Louis - Baud avait une section à double écartement (voie normale et voie métrique) entre Hennebont et Lochrist (4 km). Cette section a été conservée après 1939.
- Il existait des gares de jonction avec le grand réseau (PO-État) et le réseau breton.
- Le principal ouvrage d'art de la ligne était le Pont de La Roche-Bernard construit sur l'estuaire de la Vilaine.

## Matériel roulant

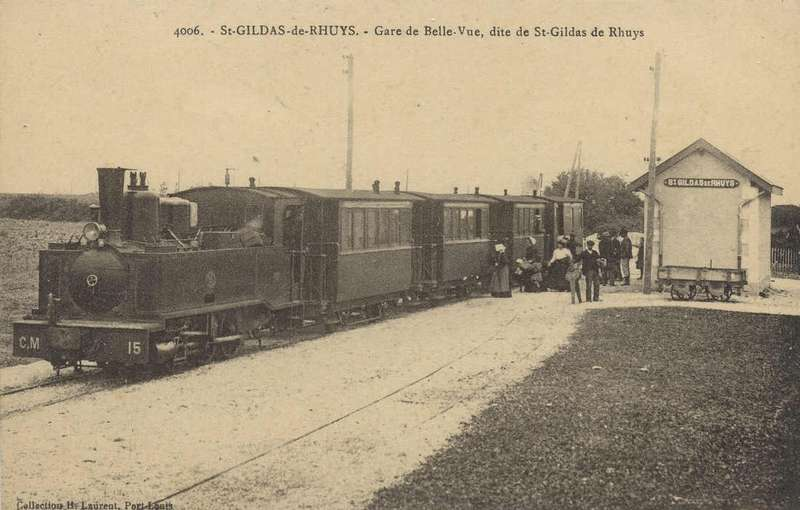
Gare de Saint-Gildas, locomotive no 15 Pinguely

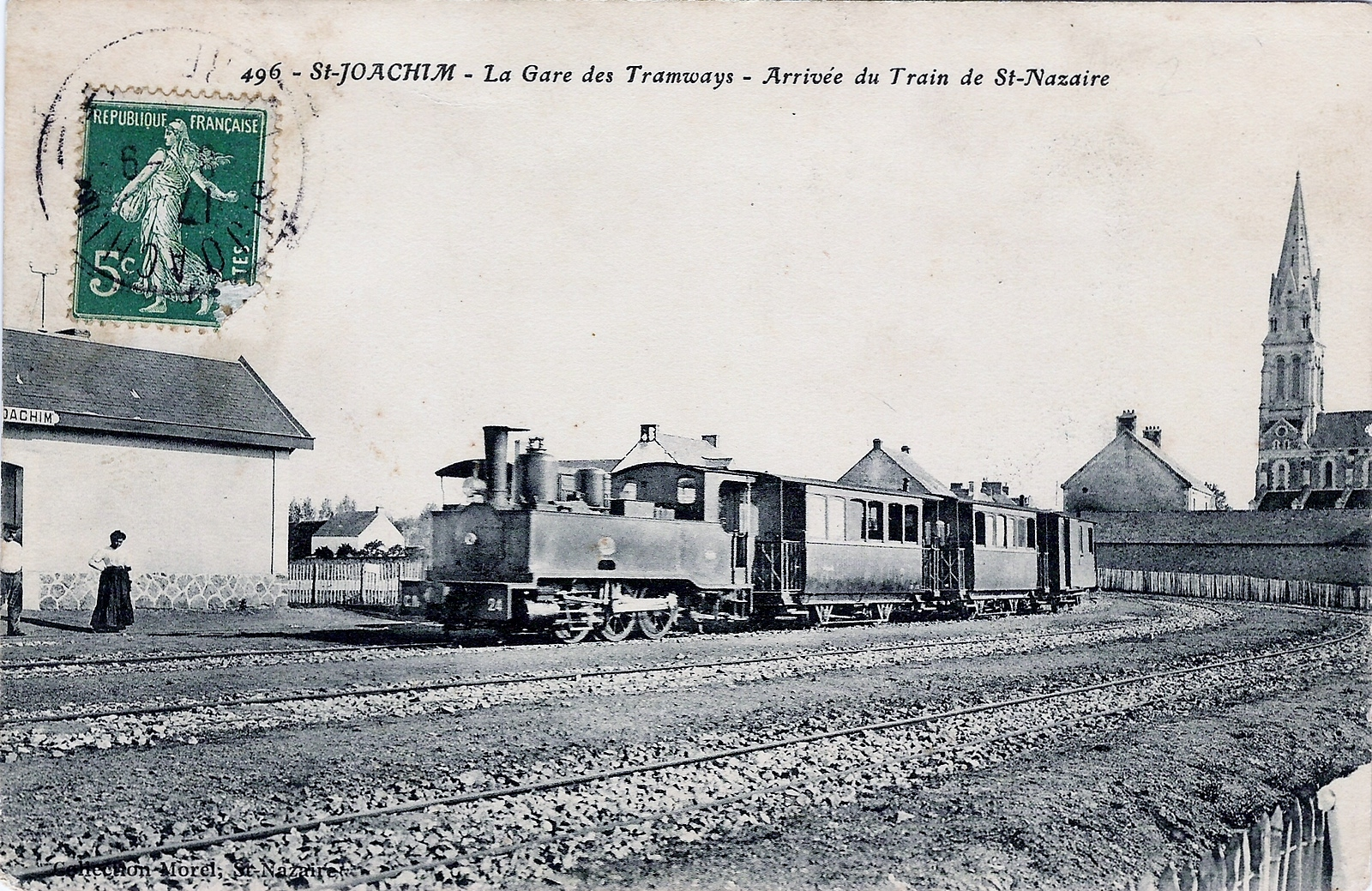
La locomotive no 32 Pinguely en gare de Saint-Joachim.

### Locomotives à vapeur
- Locomotive du premier réseau
  - 030 Corpet-Louvet, no 1-12, 1902 (881-892)
- Locomotive du deuxième réseau
  - 030 Pinguely légère, no 13-18, 1903 (142-147)
  - 030 Pinguely légère, no 19-33, 1904 (150-164)
  - 030 Pinguely légère, no 34-37, 1909 (184-187)
  - 030 Pinguely légère, no 38-45, 1914 (317-324)
  - 030 Pinguely lourde, no 101-104, 1905 (165-168)

### Autorails

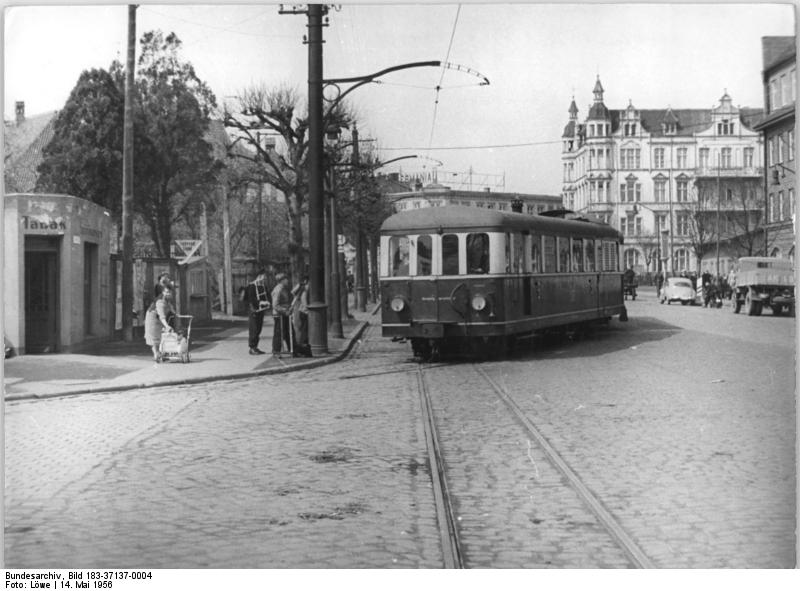
Ancien autorail Brissonneau des CM circulant en Allemagne après sa saisie par l'occupant en 1944

- 4 Automotrices à accumulateurs, 1931, BDE 501 à 504
- 5 Autorails Brissonneau et Lotz, 1936, BDM 1 à 5
- 2 Autorails Brissonneau et Lotz, 1938, BDM 6 & 7

### Voitures à voyageurs
- Voitures à 2 essieux et plates-formes ouvertes
  - 1 voiture salon A1
  - 39 voitures AB, 1re - 2e classes
  - 99 voitures, 2e classe
  - 37 voitures mixtes, 2e classe - fourgon
- Voitures à bogies et plates-formes extrêmes ouvertes (affectées aux lignes de Loire-Inférieure)
- 2 voitures mixtes 1re - 2e
- 28 voitures 2e classe

### Wagons de marchandises
- 286 wagons

### Matériel complémentaire
- 1934, le CM récupère le matériel roulant du tramway de la Trinité à Étel.
- 1936, le CM met en service une 030 no 105 construite sur le modèle des 101 à 104.
- 1941, 13 voitures provenant du réseau de l'Allier exploité par la Société générale des chemins de fer économiques sont vendues à la Kriegsmarine pour desservir la base navale de Lorient, par les voies de l'embranchement du port.

## Matériel préservé
- Locomotive 030T Pinguely no 14 - Mali[25] ;
- Locomotive 030T Pinguely no 101 - CFBS[26] - restaurée ;
- Locomotive 030T Pinguely no 103 - Train du Bas-Berry[27].

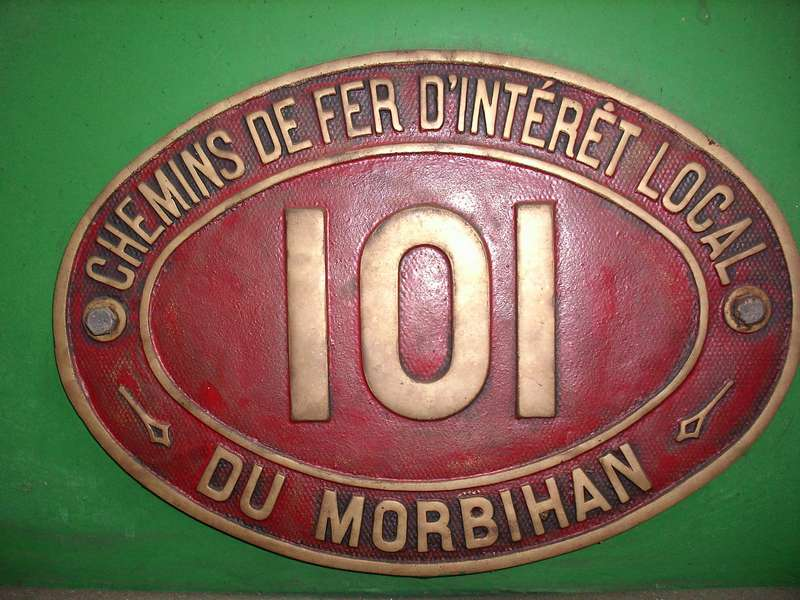
Plaque de la Pinguely n°101 des chemins de fer du Morbihan
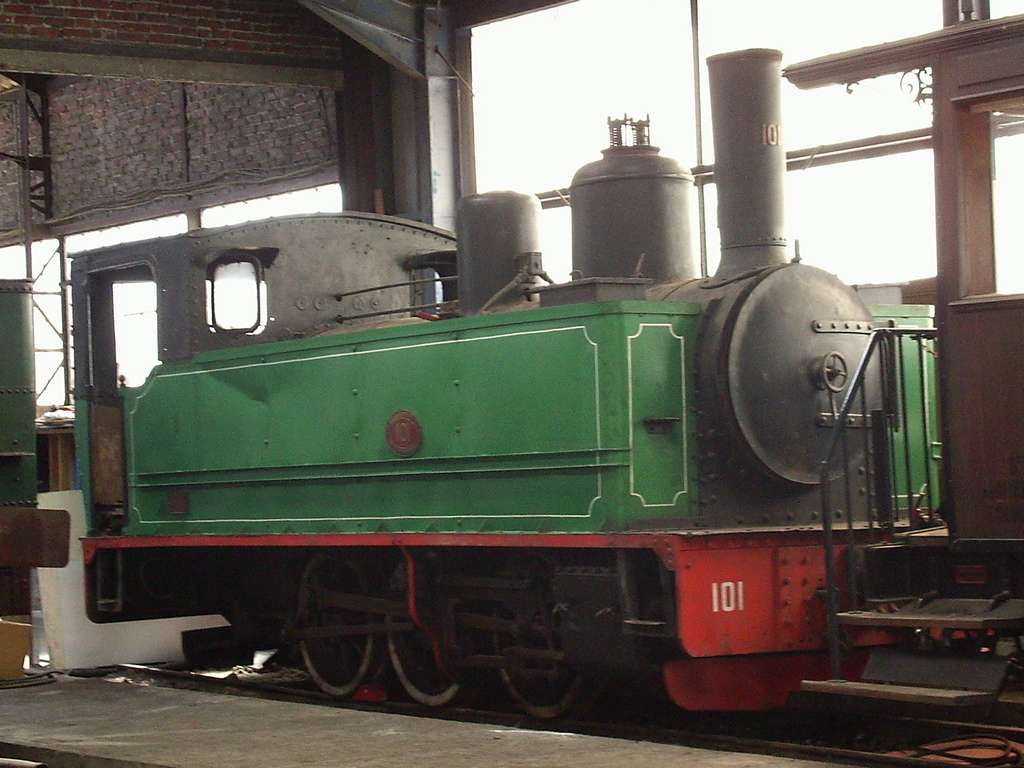
La Pinguely no 101 de 1905, préservée par la FACS, des chemins de fer du Morbihan
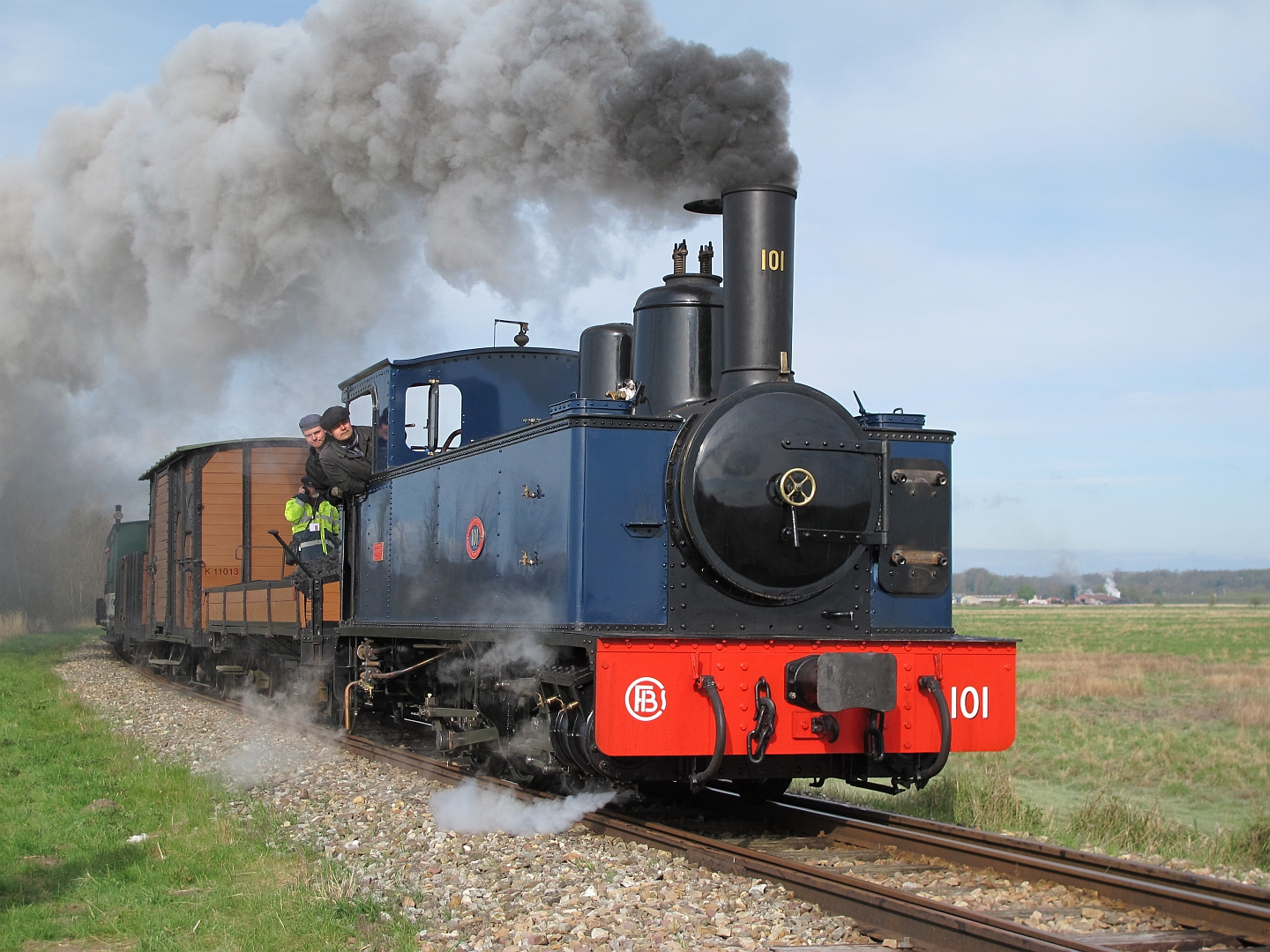
La Pinguely no 101 de 1905, restaurée
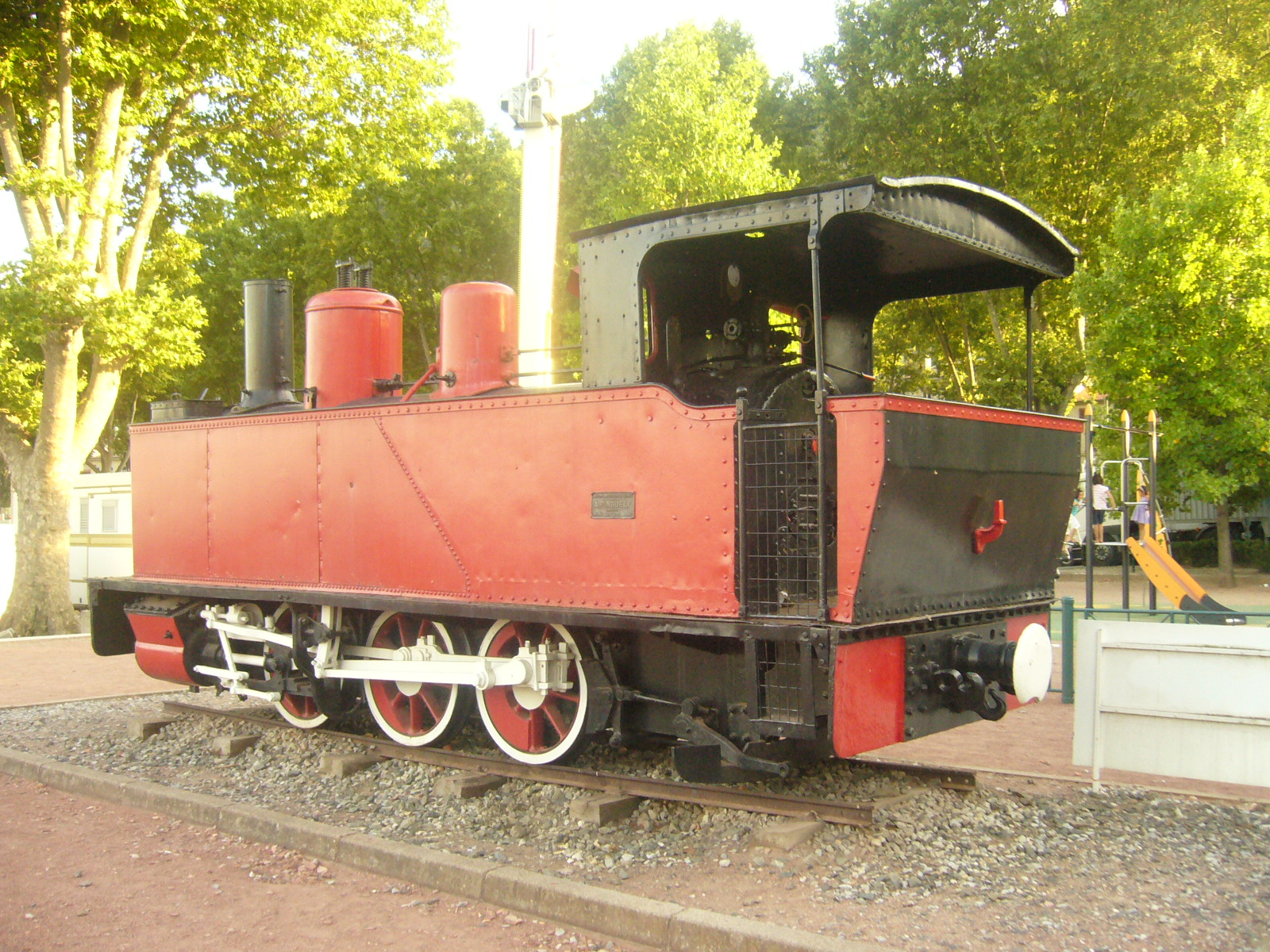
locomotive Pinguely 103 de 1905, du chemin de fer du Vivarais ex CM, en monument à Tournon (Ardèche)

- Voiture voyageur ANF à bogies, préservée au MTVS Valmondois

## Vestiges

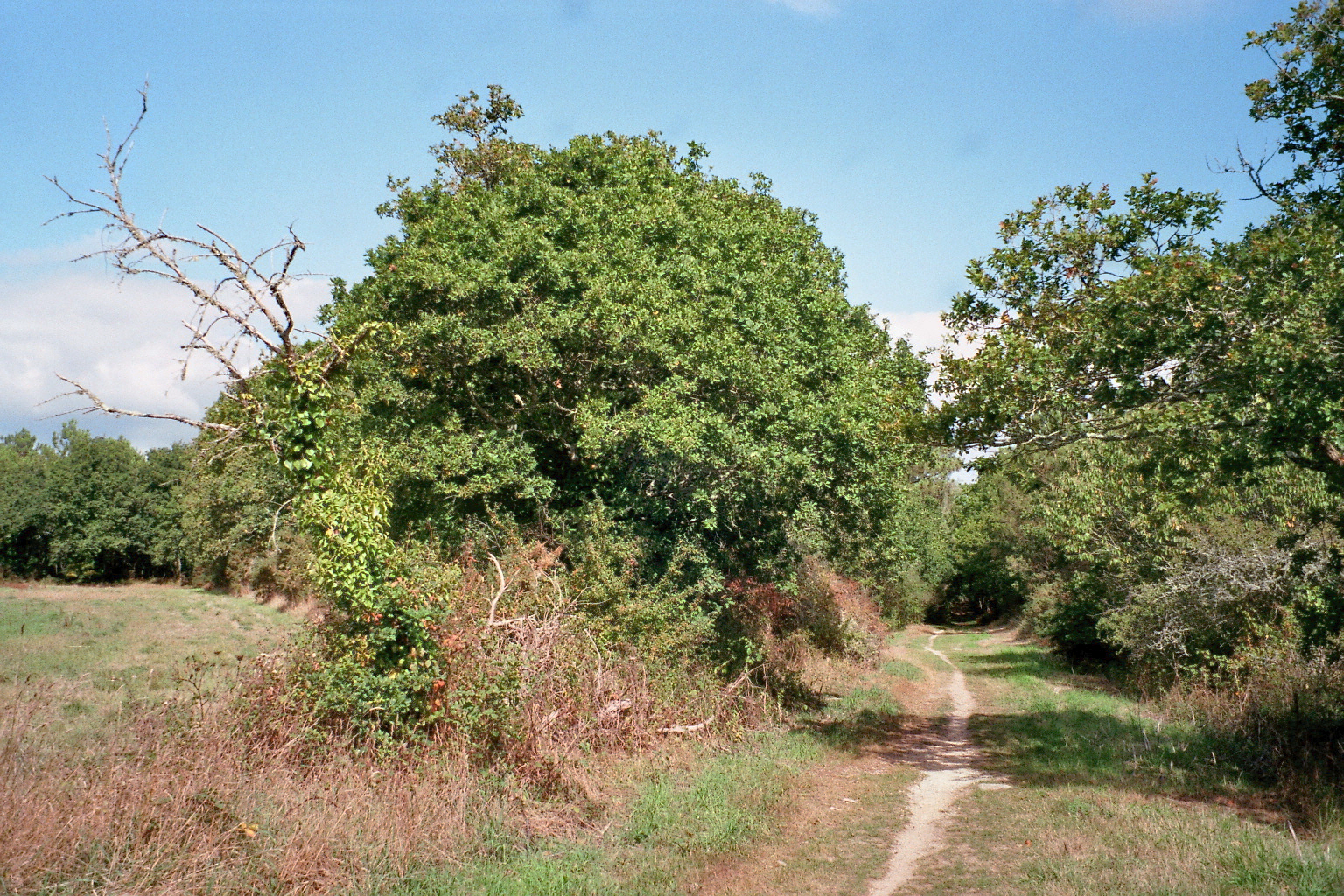
La plateforme de la voie sur la commune de Plouhinec.
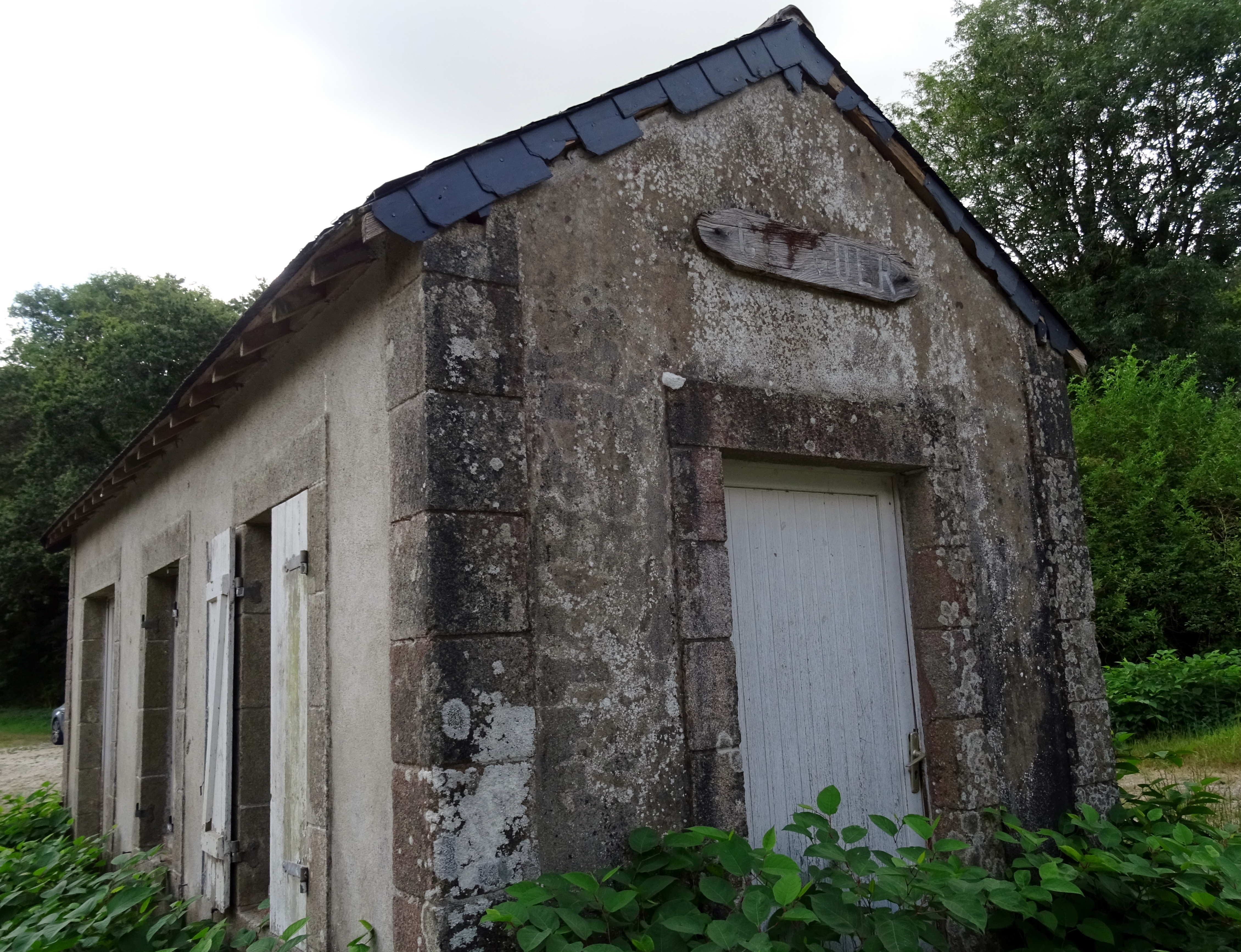
Gare de Cléguer
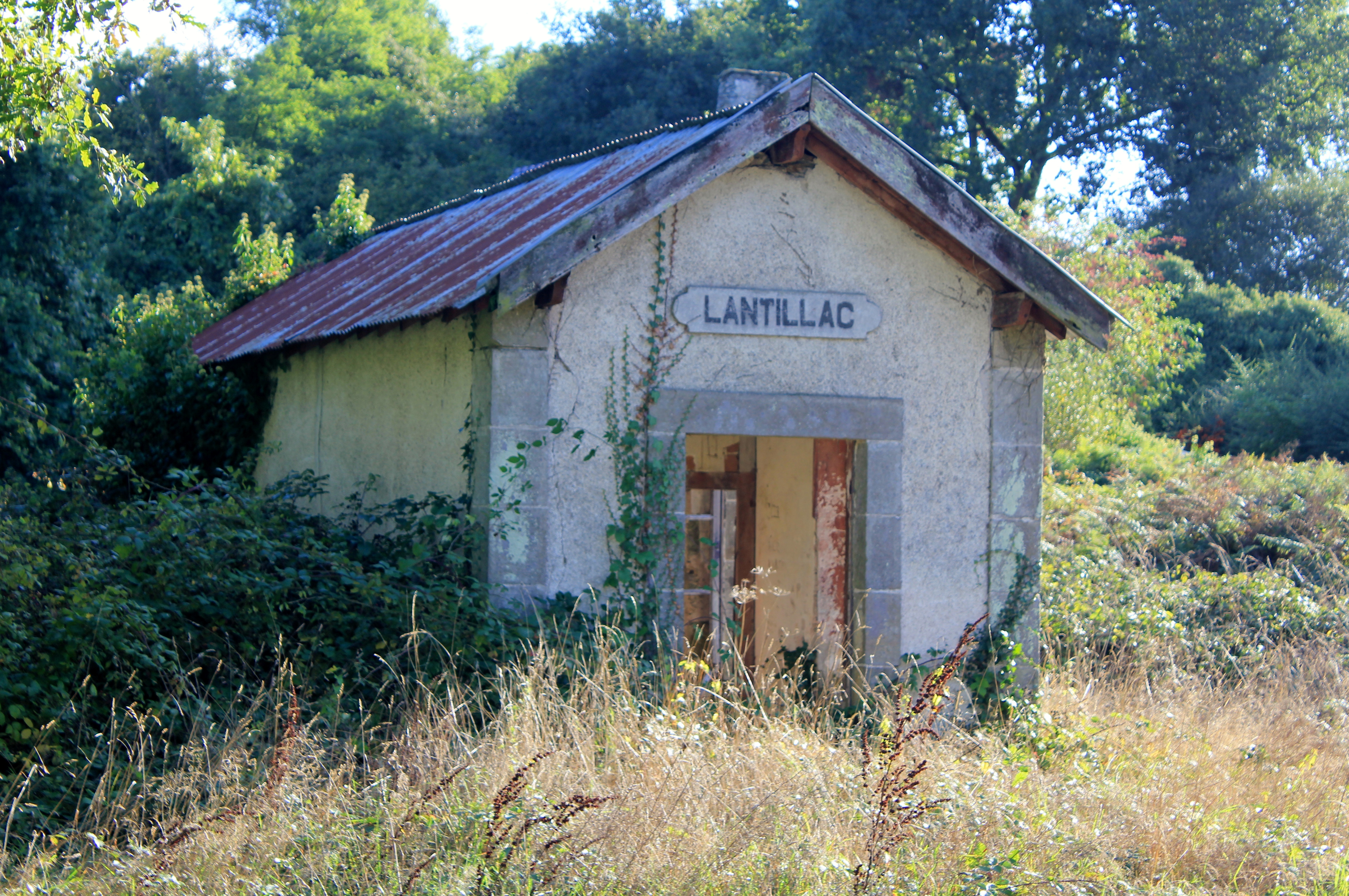
Gare de Lantillac
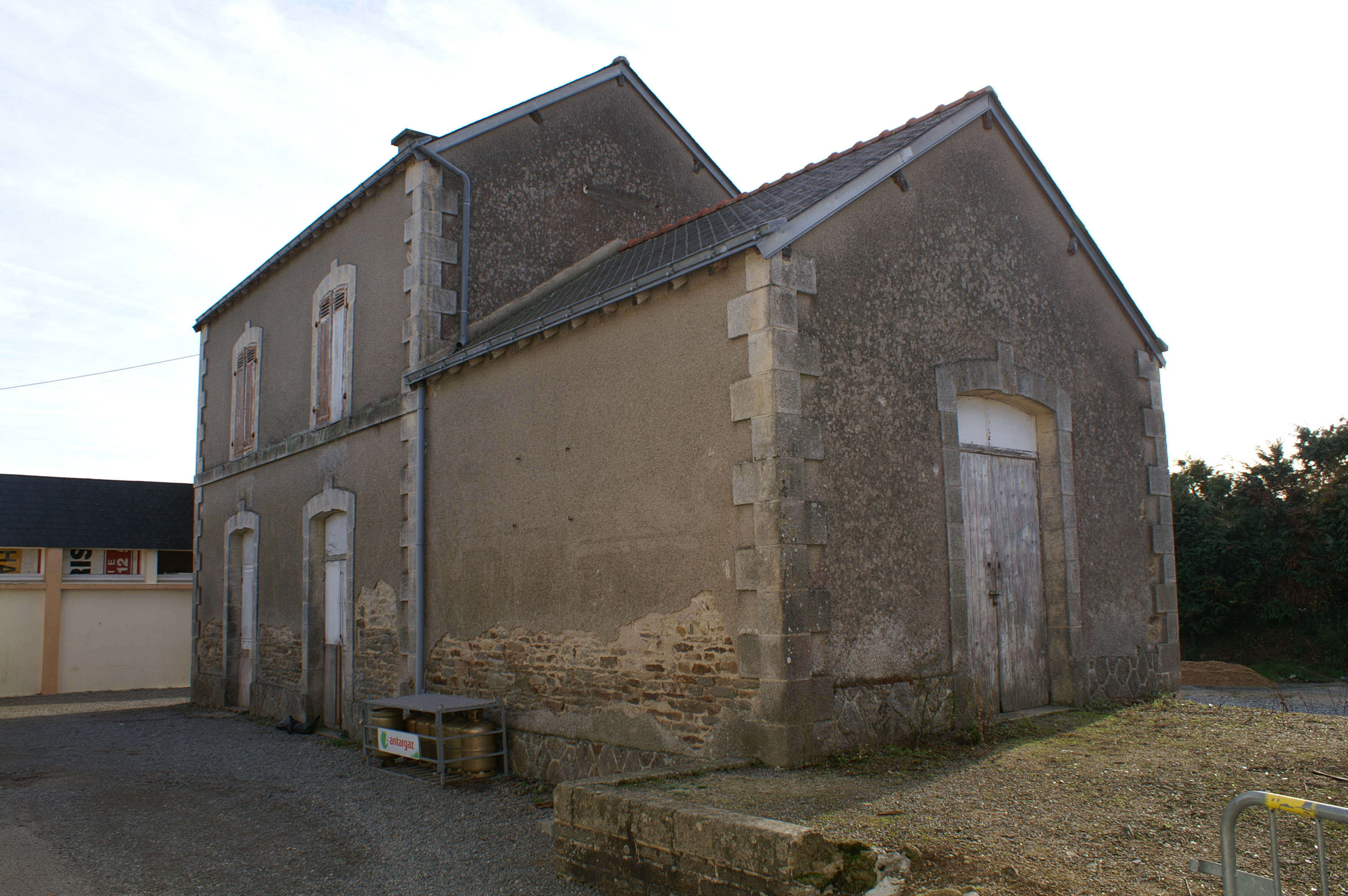
Gare de Surzur

Certains bâtiments de gare sont encore visibles. Ainsi la gare d'Herbignac, située aujourd'hui dans la zone artisanale.